# Irene Mislej
Irene Mislej, slovenska novinarka, prevajalka in umetnostna zgodovinarka, * 22. januar 1946, Buenos Aires.
Irene Mislej (tudi Maria Irene Mislej), se je rodila v družini slovenskih staršev. Oče Franc iz Lozic se je v Argentino preselil leta 1928, mati Francka Trošt iz Hrašč pri Vipavi pa leto kasneje. Obiskovala je špansko in angleško osnovno šolo ter leta 1963 maturirala na klasični gimnaziji Colego nacional de Vicente Lopez. V Buenos Airesu je študirala novinarstvo in radiofonijo ter umetnostno zgodovino. Kot novinarka je sodelovala v raznih časopisih. Po vrnitvi 1978 je sprva živela v Ljubljani, kjer je 1987 na Filozofski fakulteti doktorirala iz umetnostne zgodovine. V letih med 1996 do 2010 je kot kustosinja vodila Pilonovo galerijo v Ajdovščini, kjer zdaj živi.  
V raziskovalnem delu se je posvetila raziskavam ustvarjalnosti Slovencev v izseljenstvu, zlasti v Južni Ameriki, tako likovnikov, ki jim je v Sloveniji pripravila več razstav (France Ahčin, Viktor Sulčič, Bara Remec), in tudi znanstvenikov (Ivan (Juan) Benigar, Vinko Brumen, Branislava Sušnik); ukvarja se tudi z zgodovino  izseljenstva in prevaja v španščino. Njena bibliografija trenutno obsega 236 zapisov. 

## Izbrana bibliografija
- Spomin na drugačno Argentino (COBISS)
- Na robu (COBISS)
- Slikarka Bara Remec (COBISS)
- Dolge sence slovenskih sporov (COBISS)
- Zagledal sem se sredi dveh ozvezdij: Veno Pilon med podobo in besedo (uredila skupaj z Miklavžem Komeljem, 2022)